# Ассель
Ассель (в верховье Альбаевка) (баш. Әселе) — река в России, протекает по Башкортостану и Оренбургской области. Устье реки находится в 14 км по левому берегу реки Большой Ик. Длина реки составляет 51 км, площадь водосборного бассейна 358 км².
Высота истока — 393 м над уровнем моря. Высота устья — 142 м над уровнем моря.
В 11 км от устья по левому берегу впадает река Юлдыбаево.
Этимология названия: в переводе с башкирского языка — «Солончаковая» (эсе — «солончак», -ле — словообразовательный аффикс.

## Данные водного реестра
По данным государственного водного реестра России относится к Уральскому бассейновому округу, водохозяйственный участок реки — Большой Ик. Речной бассейн реки — Урал (российская часть бассейна).
Код объекта в государственном водном реестре — 12010000612112200006368.